# Tyler Bate
Tyler Bate (Dudley, 7 de marzo de 1997) es luchador profesional británico. Actualmente trabaja para la empresa estadounidense WWE, donde se presenta en la marca SmackDown. Entre sus logros, destaca un reinado como Campeón en parejas de NXT UK junto a Trent Seven.
Bate fue el primer ganador del Torneo por el Campeonato del Reino Unido de la WWE, siendo el campeón inaugural del Campeonato del Reino Unido de la WWE, También ha sido Campeón de Parejas de NXT junto a Trent Seven.

## Carrera

### Preston City Wrestling (2014–2015)
Bate debutó en Preston City Wrestling como "The Iron Master" Tyler Bate en PCW Fright Night III el 31 de octubre de 2014, compitiendo sin éxito en una lucha fatal 4 esquinas también con Charlie Garrett, Rich Swann y Zack Gibson. Bate regresó a PCW en Shooting Star en enero de 2015, alineándose con The Hunter Brothers y Ryan Smile. Bate y su equipo fueron derrotados por Pete Dunne, Damian Dunne, Morgan Webster y Mark Andrews.

### Chikara (2015-2017)
A principios de 2015, Bate, junto a Trent Seven, debutaron en la promoción estadounidense Chikara como parte de su gira por el Reino Unido, derrotando a The Hunter Brothers en un dark match el 3 de abril. y perdiendo ante la Devastation Corporation (Max Smashmaster y Blaster McMassive) en otro dark match el 6 de abril. En su último dark match de la gira, Seven y Bate se unieron con Clint Margera para enfrentarse a Pete Dunne, Damian Dunne y Jimmy Havoc. Bate se asoció con Seven y Dan Moloney en el King of Trios de ese año como Team Fight Club, llevándolos a las semifinales antes de ser eliminados por Bullet Club (AJ Styles), Matt Jackson y Nick Jackson). En 2016, Seven y Bate comenzaron a competir más regularmente en Chikara, y el 21 de agosto derrotaron a Los Ice Cream (Hijo Del Ice Cream y Ice Cream Jr.), N_R_G (Hype Rockwell y Race Jaxon) y The Devastation Corporation para ganar Campeonatos De Parejas. En el año 2017 ganó el torneo King of Trios junto a Seven y a Dunne.

### Progress Wrestling (2016–2019)
Hizo su debut en PROGRESS Wrestling durante el capítulo 28 junto a Trent Seven como Moustache Mountain, pierdiendo ante Damian y Pete Dunne. En el capítulo 33, Moustache Mountain se separó luego de que Seven atacó a Bate, cambiando a heel y alineándose con Pete Dunne para formar British Strong Style. En el capítulo 39, Bate regresó a Progress, atacando a Jimmy Havoc durante un combate de eliminación de 7 hombres por el vacante campeonato de Progress, uniéndose a Seven y Dunne en su nueva facción. El 16 de diciembre, Seven y Dunne fueron despojados del campeonato de parejas de Progress después de que Dunne intentó dar su mitad a Bate, sin embargo, dos semanas después, en el capítulo 41, Seven y Bate derrotaron a The London Riots y al LDRS de la Nueva Escuela Zack Saber Jr y Marty Scurll en una lucha de triple amenaza para ganar los títulos vacantes. Pierden los campeonatos a manos de CCK (Chris Brookes y Kid Lykos) en el capítulo 55.

### WWE (2016-presente)

#### NXT (2016-2023)
El 15 de diciembre de 2016, se reveló que Bate sería uno de 16 hombres que compitirían en un torneo de dos noches para coronar por primera vez al Campeón del Reino Unido de la WWE. Bate derrotó Tucker en la primera ronda para avanzar a los cuartos de final, luego derrotó a Jordan Devlin para avanzar a las semifinales. Bate derrotó Wolfgang en las semifinales y a Pete Dunne en la final para ganar el torneo y convertirse en el campeón inaugural y el  más joven en la historia de WWE, con tan sólo 19 años (en solitario, pues en la división de parejas René Duprée fue campeón también a los 19 años, siendo meses más joven que Bate cuando ganó el título). Tuvo una aparición en el show de NXT después de NXT Takeover San Antonio, donde derrotó a Oney Lorcan en su primer combate en territorio americano. El 1 de febrero defendió su título ante Trent Seven en un programa de NXT. Después volvió a la acción el 5 de febrero donde defendió su título frente a Jack Gallagher. El 26 de abril volvió a defender con éxito su título frente Jack Gallagher por segunda vez. El 20 de mayo, en NXT Takeover Chicago Bate perdió el Campeonato del Reino Unido de la WWE ante Pete Dunne.
El 30 de enero fue derrotado por TJP en la primera ronda por el vacante Campeonato Crucero de la WWE siendo eliminado. 
El 15 de mayo derrotó a Kalisto, TJP y Kenny Williams en 205 Live en un Fatal 4 Way Match en Londres, Inglaterra.
En el NXT UK transmitido el 2 de abril, se enfrentó a Ilja Dragunov, Trent Seven, Jordan Devlin, Travis Banks, Noam Dar, Joe Coffey, Alexander Wolfe, Kassius Ohno, A-Kid, Ridge Holland, Ligero, Flash Morgan Webster, Saxon Huxley, Ashton Smith, Oliver Carter, Amir Jordan, Kenny Williams, Dave Mastiff y a Tyson T-Bone en una 20-Ma Battle Royal Match por una oportunidad al Campeonato del Reino Unido de NXT de WALTER, eliminando Dar, sin embargo fue el último eliminado por parte de Dragonuv.
Comenzando el 2021, en el NXT UK emitido el 14 de enero, derrotó a Sam Gradwell. En el NXT UK emitido el 25 de febrero, derrotó a Bailey Martes, después del combate se dieron la mano en señal de respeto. En el NXT UK emitido el 4 de marzo, fue entrevistado por Noam Dar en el segmento Supernova Sessions, donde lo molestaba por su derrota ante A-Kid por la Copa Heritage de NXT UK, empezando un breve feudo contra Dar, la siguiente semana en NXT UK, derrotó a Dave Mastiff en un Heritage Cup Rules Match en el NXT UK emitido el 18 de marzo, el Gerente General de NXT UK Jhonny Saint anunció que en NXT UK: Prelude, se enfrentará a Noam Dar en un Heritage Cup Rules Match por una oportunidad a la Copa Heritage de NXT UK de A-Kid.

#### SmackDown (2024-presente)
Bate hizo su debut en el roster principal en el episodio del 5 de enero de 2024 de SmackDown como el compañero misterioso de Butch, enfrentándose a Pretty Deadly, a quienes derrotarían. Posteriormente, Bate confirmó a través de la página de Instagram de la WWE que ahora era miembro oficial del roster de SmackDown. En el episodio del 19 de enero de SmackDown, Bate hizo equipo de nuevo con Butch, quien esta vez volvió a su nombre anterior en el ring, Pete Dunne, y los dos derrotaron a Pretty Deadly.
En el episodio del 16 de febrero de SmackDown, el dúo de Bate y Dunne pasó a llamarse New Catch Republic. New Catch Republic ganó la Contender Series por una lucha por el Campeonato Indiscutido en Parejas de la WWE en Elimination Chamber: Perth, pero no pudo derrotar a The Judgment Day (Finn Bálor y Damian Priest) por los títulos en el evento.

## Campeonatos y logros
- ATTACK! Pro Wrestling

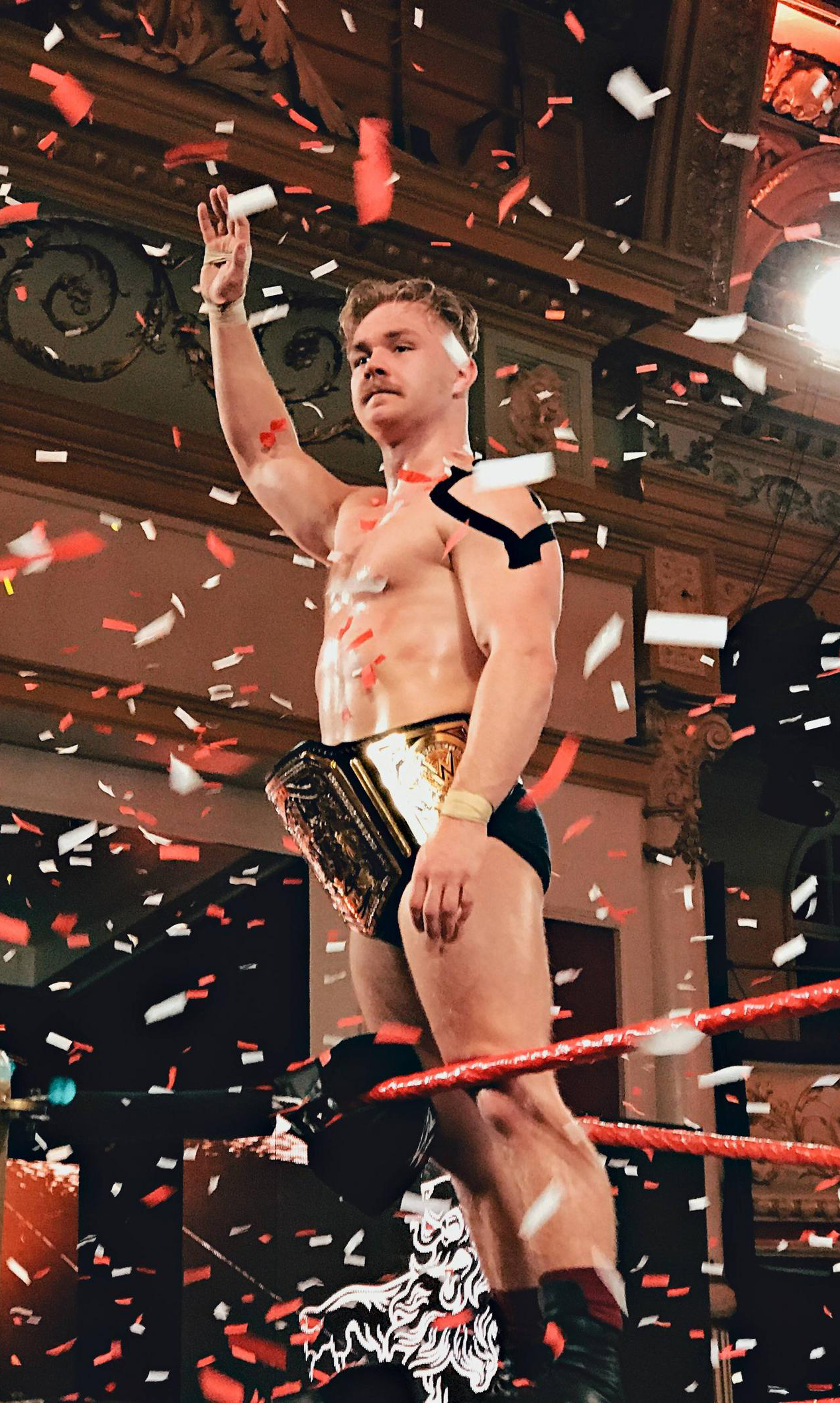
Bate como Campeón de Reino Unido de la WWE.

  - ATTACK! 24:7 Championship (4 veces)
  - ATTACK! Tag Team Championship (1 vez) - con Trent Seven

- Chikara Pro.
  - Chikara Campeonatos de Parejas (1 vez) - con Trent Seven
  - Chikara Kings of Trios (1 vez) - con Trent Seven y Pete Dunne

- Fight Club: Pro
  - Figh Club: Pro Tag Team Championship (1 vez, inaugural) - con Trent Seven
  - Dream Tag Team Invitational (2018) - con Trent Seven

- Great Bear Promotions
  - Junior Heavyweight Cup (2014)[26]
  - URSA Major One Night Tournament (2013)[27]

- Kamikaze Pro
  - Kamikaze Pro Tag Team Championship (1 vez)[28] - con Dan Moloney
  - Relentless Division Championship (1 vez)[29]

- Progress Wrestling
  - Progress Tag Team Championship (2 veces) – con Trent Seven[30]

- Revolution Pro Wresling
  - Undisputed British Tag Team Championship (1 vez) - con Trent Seven

- International Wrestling Syndicate
  - IWS Tag Team Championship (1 vez) - con Trent Seven

- Shropshire Wrestling Alliance
  - SWA British Lions Championship (1 vez)[31]
  - British Lions Tournament (2014)[32]

- Westside Xtreme Wrestling
  - wXw Shotgun Championship (1 vez)[33]

- WWE
  - WWE/NXT United Kingdom Championship (2 veces, último e inaugural)
  - NXT UK Heritage Cup (1 vez)
  - NXT UK Tag Team Championship (1 vez) - con Trent Seven
  - NXT Tag Team Championship (1 vez) - con Trent Seven
  - WWE United Kingdom Championship Tournament (2017)
  - NXT Tag Team Championship Invitational (2018) - con Trent Seven
  - NXT UK Triple Crown Championship (Primero)
  - NXT Year–End Award (1 vez)
    - Match of the Year (2017) – vs Pete Dunne for the WWE United Kingdom Championship at NXT TakeOver: Chicago

- Pro Wrestling Illustrated
  - Situado en el N°50 en los PWI 500 de 2017
  - Situado en el N°98 en los PWI 500 de 2018
  - Situado en el N°107 en los PWI 500 de 2019
  - Situado en el N°145 en los PWI 500 de 2020
  - Situado en el N°372 en los PWI 500 de 2021

- Wrestling Observer Newsletter
  - Lucha 5 estrellas (2018) con Trent Seven vs. Roderick Strong y Kyle O'Reilly en NXT Wrestling el 11 de julio
  - Lucha 5¼ estrellas (2019) vs.  Walter en NXT UK TakeOver: Cardiff el 31 de agosto